# 山鹿燈籠祭
山鹿燈籠祭（山鹿灯籠まつり）為熊本縣山鹿市大宮神社的例大祭，於每年8月15日、16日舉辦。屆時頭戴著金燈籠（金灯籠），身穿浴衣的女性，會隨著民謠「yoheho節」在市區內翩翩起舞。與熊本市藤崎八旛宮的秋季例大祭、八代市八代神社的妙見祭等祭典齊名，是熊本縣內最具代表性的祭典之一。

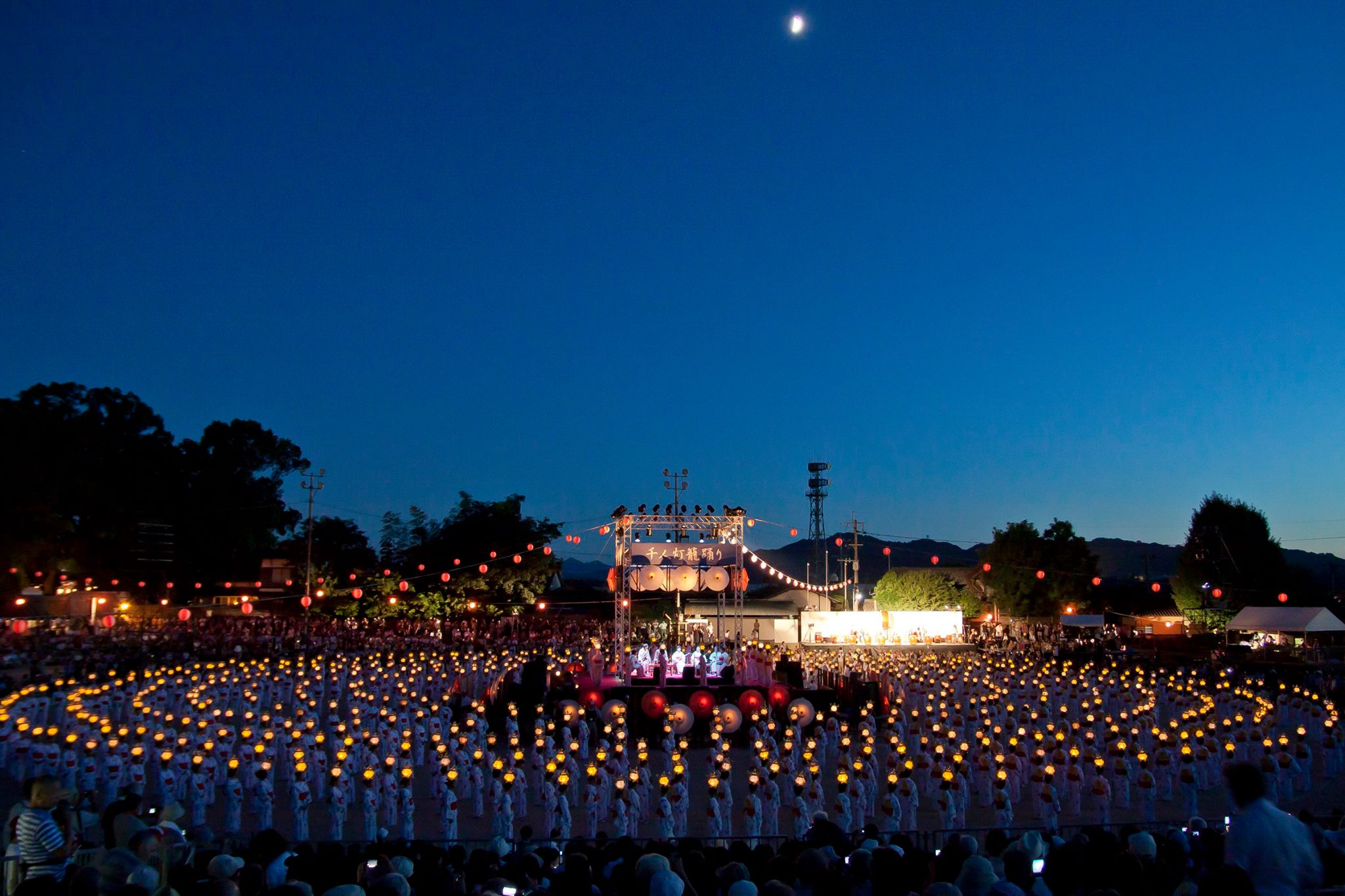
千人燈籠舞

## 祭典起源
- 祭典起源的說法有相當多種。最常見的說法是，景行天皇在巡視九州時，在加茂浦湖（現山鹿市內）遇上濃霧，因此迷失了方向。此時，當地居民拿起火把，將景行天皇一行人引導至了大宮神社。從此以後，火把逐漸變為燈籠，成為大宮神社的供奉品。
- 另一說是，室町中期時山鹿溫泉泉源逐漸乾枯，經過宥明法印（山鹿金剛乘寺）日夜祈禱後，又恢復了往日樣貌。在宥明法印圓寂後，當地居民開始供奉燈籠來追思他。
- 約2000年~3000年前，阿蘇大明神前來山鹿狩獵時，在加茂浦消滅了八頭大龜。為了慰八頭大龜的靈，開始供奉火把以表祭祀。

## 祭典內容

### 奉納燈籠
- 供奉給大宮神社的燈籠（奉納燈籠），為各町委託燈籠師所製作。完成的奉納燈籠會於8月15日開始，展示在各巷道中，供當地人們以及遊客們欣賞。
- 各町展示過後的奉納燈籠將會於8月17日凌晨0點0分時，伴隨著「hi tou rou」（嗨~燈籠）的吆喝聲中被抬至大宮神社中。此一儀式名為「上燈籠」。供奉至大宮神社的燈籠會先在神前淨化，準備獻燈。完成後擺設在大宮公園展示。
- 以前到了清晨4點時，當地居民會將神社展示的燈籠抬回各町，稱之為「下燈籠」。但是目前燈籠在大宮公園展示過後，會收藏在神社的燈籠殿中，直到下一年度的祭典。

### 燈籠舞
- 燈籠舞可以在大宮神社、或是其參道、祭典廣場、山鹿小學操場等地欣賞得到。
- 祭典第一天的8月15日晚上6點30分開始，山鹿燈籠保存協會會在大宮神社境內獻上供奉舞「供奉燈籠舞」。隨後，在參道、祭典廣場也都會有各個團體的燈籠舞演出。在祭典廣場的燈籠舞演出會持續到晚上的11點過後。
- 另外，8月15日晚上8點開始，菊池川河畔會舉辦花火大會。
- 8月16日早上10點開始舉辦例祭獻幣式。這天下午開始在祭典廣場也會有燈籠舞的演出。晚上6點45分開始至9點30分會在山鹿小學操場舉辦2次「千人燈籠舞」，為山鹿燈籠祭的重頭戲。千位女性頭頂金燈籠翩翩起舞，一層又一層的燈輪光環，將帶著您進入幻想的世界當中。
- 另外，8月16日晚上8點30分開始，在菊池川河畔會舉行景行天皇奉迎儀式，可看到排成一列的火把隊伍行徑在街道間。請參照「祭典起源」。

## 外部連結
- 山鹿温泉観光協会 （页面存档备份，存于） （日文）
- 山鹿灯籠振興会 （页面存档备份，存于） （日文）
- 大宮神社 （页面存档备份，存于）（日文）